# L'Invasion des soucoupes volantes
Pour plus de détails, voir Fiche technique et Distribution.
L'Invasion des soucoupes volantes (Starship Invasions) est un film canadien réalisé par Ed Hunt, sorti en 1977.

## Synopsis
Les preuves de manifestations extraterrestres semblent se multiplier : de nombreuses personnes qui affirmaient avoir été enlevées à bord de vaisseaux spatiaux se suicident, attirant tout particulièrement l'attention du scientifique Allan Duncan. Ce dernier est ensuite contacté par ces visiteurs d'une autre galaxie et apprend que la Terre est devenue l'enjeu d'une rivalité entre extraterrestres qui déploieront des armées de soucoupes volantes pour s'affronter...

## Fiche technique
- Titre français : L'Invasion des soucoupes volantes
- Titre original : Starship Invasions
- Réalisation : Ed Hunt
- Scénario : Ed Hunt
- Musique : Gil Melle
- Photographie : Mark Irwin
- Montage : Ruth Hope & Millie Moore
- Production : Ken Gord & Ed Hunt
- Sociétés de production : Hal Roach Studios & Warner Bros.
- Société de distribution : Warner Bros.
- Pays :  Canada
- Langue : Anglais
- Format : Couleur - Mono
- Genre : Science-fiction
- Durée : 83 min

## Distribution
- Robert Vaughn : Le professeur Allan Duncan
- Christopher Lee : Le capitaine Rameses
- Daniel Pilon : Anaxi
- Tiiu Leek : Phi
- Helen Shaver : Betty Duncan
- Henry Ramer : Malcolm
- Sherri Ross : Sagnac
- Kurt Schiegl : Rudi

## Analyse
Surfant sur le succès de Rencontres du troisième type sorti la même année, cette modeste production canadienne décrit l'entrée en contact des terriens avec des extraterrestres doués de dons télépathiques et aux intentions pas toujours amicales. Tout en empruntant manifestement à la tradition de la S.F. américaine des années cinquante, le film adopte un style très sobre, proche du documentaire. Assez manichéen toutefois dans sa façon de présenter ses personnages, il oppose sans vraie nuance des extraterrestres bienveillants, aux costumes clairs, à une caste plus hostile, aux allures ténébreuses. Que la star de l'épouvante, Christopher Lee, soit justement placée à la tête de ces derniers n'est sans doute pas non plus le fait du hasard.